# Francisco Miranda Rodrigues
Francisco Miranda Rodrigues (Torres Vedras, 7 de abril de 1974) é psicólogo e actual Bastonário da Ordem dos Psicólogos Portugueses (OPP). É membro do Conselho Nacional de Educação desde 2018. Entre 2003 e 2008 foi Membro da Direcção da APOP (Associação Pró-Ordem dos Psicólogos), depois membro da Comissão Instaladora da OPP entre 2008 e 2010, e ulteriormente Director Financeiro e Executivo da OPP (2013-2016).
Consultor em desenvolvimento organizacional, liderança, eficácia pessoal e de equipas. Experiência na direção e gestão de recursos humanos, qualidade, ambiente e higiene, saúde e segurança no trabalho, treino de competências de comunicação, mediação e resolução de conflitos.  
É especialista em Psicologia do Trabalho, Social e das Organizações e possui o título de especialidade avançada em Psicologia da Saúde Ocupacional.
Tem formação pós-graduada em psicoterapia e aconselhamento educacional na Associação Portuguesa de Terapias Comportamental e Cognitiva (APTCC) e é doutorando em Psicologia Clínica na Faculdade de Psicologia da Universidade de Lisboa.

## Biografia

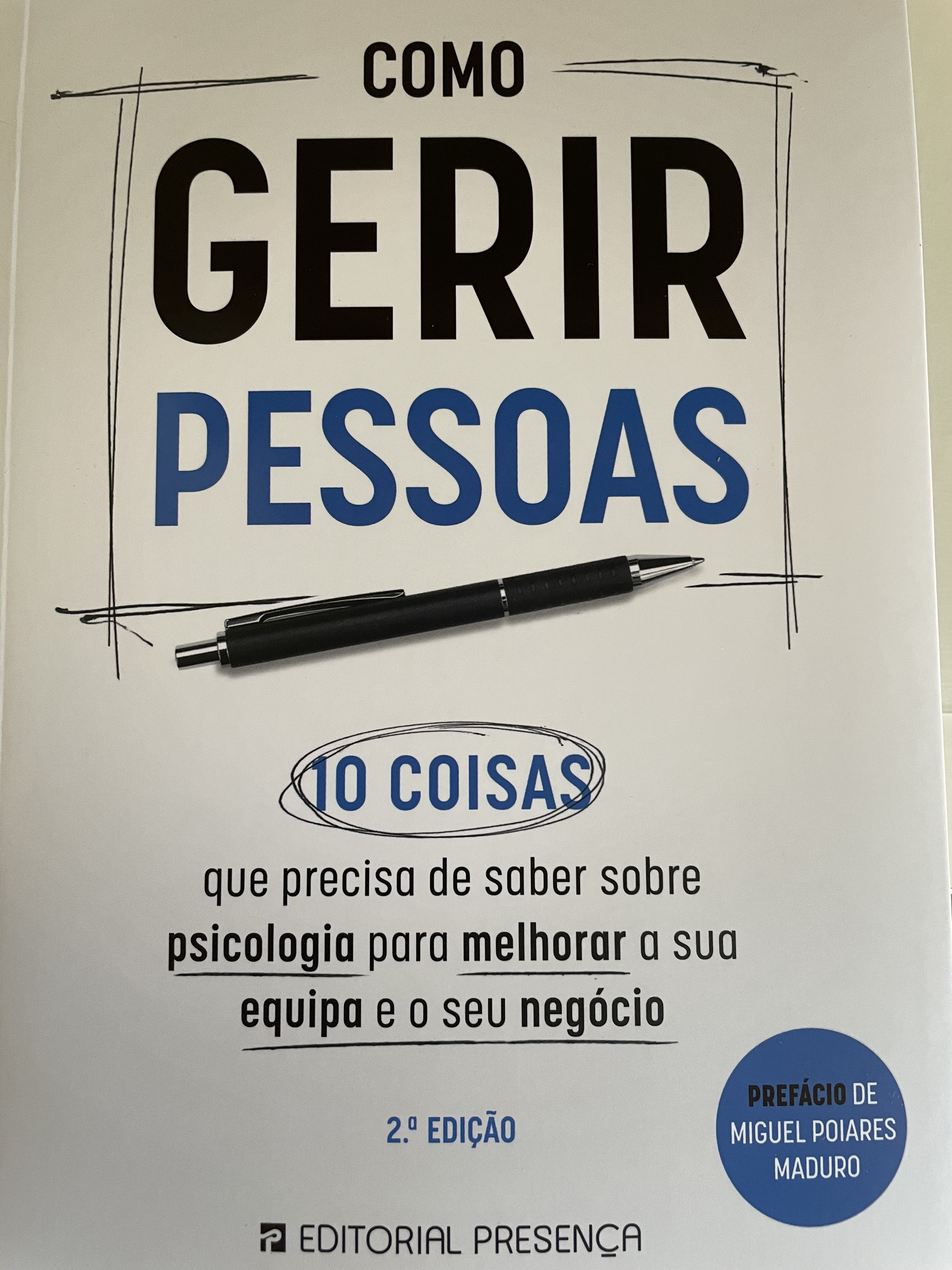
Capa do livro "Como gerir pessoas"

Nasceu em Torres Vedras a 7 de abril de 1974. Em 1997, licenciou-se em Psicologia na Universidade de Lisboa, onde também foi presidente da Associação de Estudantes de Psicologia. Em 2003, concluiu pós-graduação de Gestão de Recursos Humanos na Universidade Católica Portuguesa e foi doutorando em Psicologia Clínica na Universidade de Lisboa (suspendeu após tomar posse como Bastonário). Em 2023 concluiu o PADE - Programa de Alta Direcção de Empresas na AESE Business School.
Em 2003, foi membro da Direcção da Associação Pró-Ordem dos Psicólogos, que levou à criação da Ordem dos Psicólogos Portugueses (OPP) em 2010, e membro da Comissão Instaladora da OPP entre 2008 e 2010. Após as primeiras eleições da OPP em 2010, assumiu a posição de Diretor Executivo e Diretor Financeiro até as eleições em 2016. Em finais de 2016, Miranda Rodrigues foi eleito Bastonário da Ordem dos Psicólogos Portugueses.
Em 2023 publicou na Editorial Presença, o livro "Como gerir pessoas - 10 coisas que precisa de saber sobre psicologia para melhorar a sua equipa e o seu negócio".
Em Janeiro de 2025 assumiu as funções de Director Executivo da Ordem dos Médicos Dentistas.

## Bastonário da Ordem dos Psicólogos Portugueses
Francisco Miranda Rodrigues tomou posse a 30 de Dezembro de 2016, depois de ter sido eleito a 7 de Dezembro do mesmo ano. Desde o início do seu mandato que Miranda Rodrigues tem alertado para as elevadas taxas de depressão em Portugal e defendido a criação de uma agenda de prevenção e desenvolvimento com vista à competitividade e coesão social, tendo partilhado pessoalmente uma “carta aberta” ao presidente da República, Marcelo Rebelo de Sousa, que, por sua vez, manifestou todo o seu apoio a esta pretensão da Ordem.

## Dia Nacional do Psicólogo
A Ordem dos Psicólogos Portugueses entregou na Assembleia da República um pedido para decretar o dia 4 de Setembro como o "Dia Nacional do Psicólogo”. A medida foi publicada pelo Governo no dia 28 de junho de 2018,  em “Diário da República”. Esta resolução foi aprovada a 15 de junho de 2018.